# L'amour n'a pas de prix (film)
Pour plus de détails, voir Fiche technique et Distribution.
L'amour n'a pas de prix  (Love Don't Cost a Thing), est un teen movie américain de Troy Beyer (en), sorti en 2003 avec Nick Cannon et Christina Milian.
C'est le remake d'un film de 1987, L'Amour ne s'achète pas, avec Patrick Dempsey et Amanda Peterson.

## Synopsis
Alvin Johnson (Nick Cannon) figure parmi les élèves les plus brillants de son école secondaire. Or, bien que sympathique et plutôt beau garçon, il est rejeté par tous les jeunes branchés du campus. Mais cette situation déprimante pourrait prendre fin grâce à la populaire Paris Morgan (Christina Milian). Ayant bousillé la voiture de sa mère dans un accident, Paris accepte qu'Alvin achète les pièces nécessaires et qu'il répare lui-même le véhicule. En échange, la jeune fille consent à se faire passer pour la petite amie de son bienfaiteur. Du coup, les autres élèves voient Alvin sous un nouveau jour, le trouvant plus cool et fréquentable. Mais cette nouvelle popularité monte à la tête de l'adolescent, qui devient arrogant et méprisant envers ses anciens amis, compromettant ainsi ses chances d'une véritable relation amoureuse avec Paris.

## Fiche technique
- Titre original : Love Don't Cost a Thing
- Réalisation : Troy Beyer (en)
- Scénario : Troy Beyer (en), Michael Swerdlick
- Musique : John E. Rhone et Richard Gibbs
- Production : Andrew Kosove, Broderick Johnson, Mark Burg et Reuben Cannon
- Société de distribution : Warner Bros. Pictures
- Pays d'origine : États-Unis
- Durée : 100 minutes

## Distribution
- Nick Cannon (VQ : Patrice Dubois) : Alvin Johnson
- Christina Milian (VQ : Catherine Proulx-Lemay) : Paris Morgan
- Al Thompson (VQ : Sébastien Delorme) : Ted
- Kal Penn (VQ : Pierre-Alexandre Fortin) : Kenneth Warman
- Vanessa Bell Calloway : Vivian Johnson
- Steve Harvey : Clarence Johnson
- Ashley Monique Clark (VQ : Geneviève Désilets) : Aretha Johnson
- Elimu Nelson (en) (VQ : Gilbert Lachance) : Dru Hilton
- Russell W. Howard : Anthony
- Gay Thomas : Judy Morgan
- Kevin Christy (VQ : Guillaume Champoux) : Chuck Mattock
- Melissa Schuman (en) : Zoe Parks
- Nichole Robinson (VQ : Pascale Montreuil) : Yvonne Freeman
- Reagan Gomez-Preston : Olivia
- Sam Sarpong (VQ : Luc Pilon) : Kadeem
- Nicole Scherzinger : Champagne Girl'

Référence VQ : Doublage Québec (http://www.doublage.qc.ca/p.php?i=162&idmovie=593)